# هلوسة (مسرحية)
هلوسة  مسرحية تلفزيونية، تدور الاحداث حول لص يقتحم منزلاً ظنا منه بإنه لا يوجد بها أحد ولكنه يتفاجأ بوجود زوجين كبيران بالسن في الداخل ويقرر في إطار كوميدي الاعتناء بهما لليلة كاملة.

## البطولة
- طارق العلي بدور «الحرامي»
- أحمد العونان بدور «أبو خالد»
- خالد العجيرب بدور «العسكري»
- شهد سلمان بدور «ام خالد»
- عماد العكاري بدور «المسعف»
- محمد خالد الوزير بدور «الشرطي»
- سعاد الحسيني بدور «ميري»
- أمير مطر بدور «فريد»